# مكتب الخدمات الاستراتيجية
مكتب الخدمات الإستراتيجية (بالإنجليزية: Office of Strategic Services)‏ ويعرف اختصاراً (OSS) هي وكالة استخبارات أمريكية سابقة أُنشأت أثناء الحرب العالمية الثانية، وتهدف إلى جمع المعلومات الأستخباراتية وتنفيذ بعض العمليات الخاصة والسرية، حيث نفذت العديد من العمليات خلف خطوط العدو اثناء الحرب، وكانت تعمل أيضاً لأغراض الدعاية والتأثير على الرأي العام والتخطيط للمعارك.
عقب انتهاء الحرب العالمية الثانية، حُلت رسمياً هذه الوكالة في سبتمبر 1945 واستبدالها بوكالة الأستخبارات المركزية والتي تعرف بالسي أي ايه.

## إنشائها
قبل عمليات التخابر قبل تشكيل مكتب الخدمات الاستراتيجية قائمة على مهام إضافية تقوم بها جهات حكومية من بينها: وزارة الخارجية الأمريكية، وزارة الخزانة الأمريكية، والبحرية، ووزارة الحرب. لم تكن تملك التوجيه والتنسيق، أو السيطرة عليها. وكانت تعمل على كسر الشفرات، أُنْشِئَت وكالة باسم مكتب منسق الإعلام لكن أُغْلِّقَت في عام 1929 من قبل وزير الدولة هنري ستيمسون، لأعتبارها وظيفة غير لائقة للذراع دبلوماسي.) وكان مكتب التحقيقات الفيدرالي مسؤولا عن عمليات الأمن الداخلي ومكافحة التجسس.
كان الرئيس فرانكلين روزفلت يشعر بالقلق إزاء أوجه القصور الاستخبارات الأميركية، وبناء على اقتراح من وليام ستيفنسون وهو ضابط مخابرات بريطاني كبير الذي طلب من روزفلت أن يقوم الجنرال وليام دونوفان بوضع خطة إنشاء جهاز مخابرات على غرار نظيره البريطاني مكتب الاستخبارات السرية (MI6) أو المكتب أم أي 16، وأُسِّس الجهاز عام 1942.

## أهم العمليات
كان المكتب يتخذ من الدول المحايدة مقر لتنفيذ العمليات ضد ألمانيا النازية واليابان، وساهم في تنفيذ بعض العمليات أشهرها تجنيد وتهريب العلماء الألمان المتخصصون في الأسلحة والصواريخ قبل ان تصل لهم القوات السوفيتية، كذلك عمليوا على تجنيد بعض الأفراد في الصين لتنفيذ عمليات ضد القوات اليابانية.

## في الثقافة الشعبية
ظهر أسم هذه الوكالة في العديد من الأعمال الفنية والمؤلفات وألعاب الفيديو.
أفلام
- فيلم 1946: (O.S.S) من إنتاج شركة بارمونت وبطولة ألان لاد وجيرالدين فيتزجيرالد، عن هذه الوكالة
- فيلم 1946: (13 شارع مادلين) لعمليات الوكالة في فرنسا.
- فيلم 1946: ([[العباءة والخنجر) من بطولة غاري كوبر وتحكي قصة تجنيد عالم ألماني نازي بعد انشقاقه إلى الحلفاء بمساعدة امرأة من العصابات.
- في فيلم 2001: (الأطفال الجواسيس).
- في 2006: (الراعي الصالح) من بطولة مات ديمون يلعب ادوارد ويلسون، عن مجند ينضم إلى OSS للمساعدة في مهمة في لندن. وسرعان ما يحصل على رتبة رئيس خدمة مكافحة التجسس في وكالة الاستخبارات المركزية.
- فيلم وثائقي 2008 : (فلاش من عبقرية) عبارة عن المخترع الأمريكي الشهير ووعميل OSS المخضرم روبرت كيرنز.
- فيلم 2008: إنديانا جونز ومملكة الجمجمة الكريستالية، يشار إلى أن إنديانا جونز عملت لمرصد الصحراء والساحل، تحقيق رتبة عقيد.
- في فيلم 2009: (أوغاد مجهولون) من قبل كوينتن تارانتينو، عن أعضاء OSS يسمون الأوغاد يقمون بتنفيذ عمليات ضد القوات النازية.
- فيلم 2009: (جولي وجوليا) يتضمن مشاه استرجاع لأحي الشخصيات

التلفزيون
- في 1957-1958 رون راندل لعب دور البطولة في سلسلة  OSS
- في الموسم 6  الملفات الغامضة  حلقة «المثلث»، وامرأة من 1939 مشاهد صورت من قبل جيليان أندرسون كما سكالي هو عضو في OSS.
- في الموسم 3، الحلقة «لانج، H.» من NCIS، لوس انجليس، وO.S.S. يذكر كما سلف C.I.A.

الأدب
- كتاب 1976  رجل يدعى باسل: الحرب السرية  من قبل وليام ستيفنسون (الكاتب الكندي) يصف عمليات OSS، لا سيما دور السير وليام صموئيل ستيفنسون، رئيس البريطانية التنسيق الأمني في نيويورك، في تشكيلها. وهو من تأليف أيضا كتاب 1986 بعنوان  الحالة الأخيرة باسل و.
- كتاب 1957  أنت ندوس على بلدي عباءة وخنجر "من قبل روجر ولكوت قاعة نظرة بارع في قاعة الخبرات مع OSS.
- كتاب 1986  كامب X  من قبل ديفيد ستافورد هو حساب أدق للأنشطة وموظفي معسكر X، ومعسكر تدريب عميل سري للتخريب وحرب العصابات في أجاكس (أونتاريو) بالقرب من أوشاوا أونتاريو، كندا، التي كانت تدار من قبل التنفيذية العمليات الخاصة البريطانية.
- الكاتب W.E.B. غريفين الصورة  شرف ملزمة  و  رجال في الحرب  سلسلة تدور حول العمليات OSS خيالية.
- A الفرنسية سلسلة الخيال اللب  OSS 117 ، بالمؤلف جان بروس، يتبع مغامرة هوبير Bonisseur دي لا باث، الملقب OSS 117، ناشط فرنسي يعمل لمرصد الصحراء والساحل. السلسلة الأصلية (أربعة أو خمسة كتب في السنة) واستمرت 1949-1963، حتى وفاة جان بروس، واستمرت من قبل زوجته وأولاده حتى عام 1992. وقدمت العديد من الأفلام منها في 1960s، وفي عام 2006 حنين وقدم الكوميديا، التي تحتفل هذا النوع فيلم تجسس،  القاهرة، عش الجواسيس ، مع جون دوجردان لعب OSS 117. وتبع ذلك تتمة في عام 2009 يسمى  OSS 117: فقدت في ريو  (العنوان الأصلي في الفرنسية:  OSS 117: ريو ني repond في بلس ).

ألعاب الفيديو
- لعبة  عودة إلى قلعة ولفينشتاين  صدرت عام 2001 عن مهام إحدى الشخصيات التابعة لمنظمة وهمية تدعى OSA، وهي مستوحاة من OSS.
- لعبة ميدل أوف أونر  وهي سلسلة ألعاب فيديو شهيرة تحكي عن مغامرات سرية لأحد عملاء OSS الخياليين.
- في لعبة سنايبر إليت (قناص النخبة) وهي سلسلة ألعاب شهيرة عن قناص أمريكي عضو في وكالة OSS.
- في  انديانا جونز وآلة الجهنمية  (1999)، وشخصية نسائية الرئيسي، صوفيا هابجود، هو وكيل OSS (في وقت لاحق CIA).